# Volta Internacional Cova da Beira 2016
Die 1. Volta Internacional Cova da Beira 2016 war ein portugiesisches Straßenradrennen. Das Etappenrennen fand vom 13. bis zum 15. Mai 2016 statt. Es gehörte zur UCI Europe Tour 2016 und war dort in der Kategorie 2.1 eingestuft.

## Teilnehmende Mannschaften
| UCI Professional Continental Teams Caja Rural-Seguros RGA                      | ONE Pro Cycling                                                |                                                                                                 |
| UCI Continental Teams Efapel NASR-DUBAI Louletano-Hospital de Loulé Lokosphinx | Sporting/Tavira W52-FC Porto Amore & Vita-Selle SMP Inteja-MMR | Rádio Popular Boavista LA Aluminios-Antarte ISD-Jorbi Continental Team Boyacá Raza de Campeones |
| Nationalmannschaften Portugal                                                  |                                                                |                                                                                                 |

## Wertungstrikots
| Etappe         | Etappensieger  | Gesamtwertung   | Bergwertung | Nachwuchswertung | Teamwertung  |
| -------------- | -------------- | --------------- | ----------- | ---------------- | ------------ |
| 1              | Eduard Prades  | Eduard Prades   | Rui Vinhas  | Dmitri Strachow  | Lokosphinx   |
| 2              | José Gonçalves | Luca Wackermann | Rui Vinhas  | Dmitri Strachow  | Lokosphinx   |
| 3              | Joni Brandao   | Joni Brandao    | Rui Vinhas  | Dmitri Strachow  | W52-FC Porto |
| Wertungssieger | Wertungssieger | Joni Brandao    | Rui Vinhas  | Dmitri Strachow  | W52-FC Porto |